# Fry (Fórmula 1)
Fry foi uma construtora de Fórmula 2 do Reino Unido. Com seu carro de F2, participou do Grande Prêmio da Grã-Bretanha de 1959.

## Todos os Resultados na Fórmula 1
(legenda)
| Ano  | Chassis | Motor     | Pneus | piloto      | 1   | 2   | 3   | 4   | 5   | 6   | 7   | 8   | 9   | Pontos | Posição |
| ---- | ------- | --------- | ----- | ----------- | --- | --- | --- | --- | --- | --- | --- | --- | --- | ------ | ------- |
| 1959 | Fry F2  | Climax L4 | D     |             | MON | 500 | NED | FRA | GBR | GER | POR | ITA | USA | 0      | NC      |
| 1959 | Fry F2  | Climax L4 | D     | Mike Parkes |     |     |     |     | DNQ |     |     |     |     | 0      | NC      |